# Гейнцель, Юлиус
Юлиуc Гейнцель, барон фон Гогенфельс (нем. Julius Heinzel baron von Hohenfels; пол. Juliusz Heinzel; 2 декабря 1834 года, Лодзь ― 8 августа 1895 года, Кобург) ― немецкий предприниматель, деятель текстильной промышленности в Лодзи.

## Биография

### Происхождение и ранние годы
Семья Гейнцелей фон Гогенфельс приехала в Лодзь, вероятно, из Чехии или Нижней Силезии в 1830-х годах. Родителями Юлиуса были Ян Гейнцель и Франциска, урождённая Ханке. Оба по вероисповеданию были католиками. Их сын, Юлиус, получил солидное домашнее образование. Занимался исследованиями ткацкой техники, присоединился к Собранию мастеров Лодзи. Работал на текстильном заводе Карла Шейблера.

### Предпринимательская деятельность

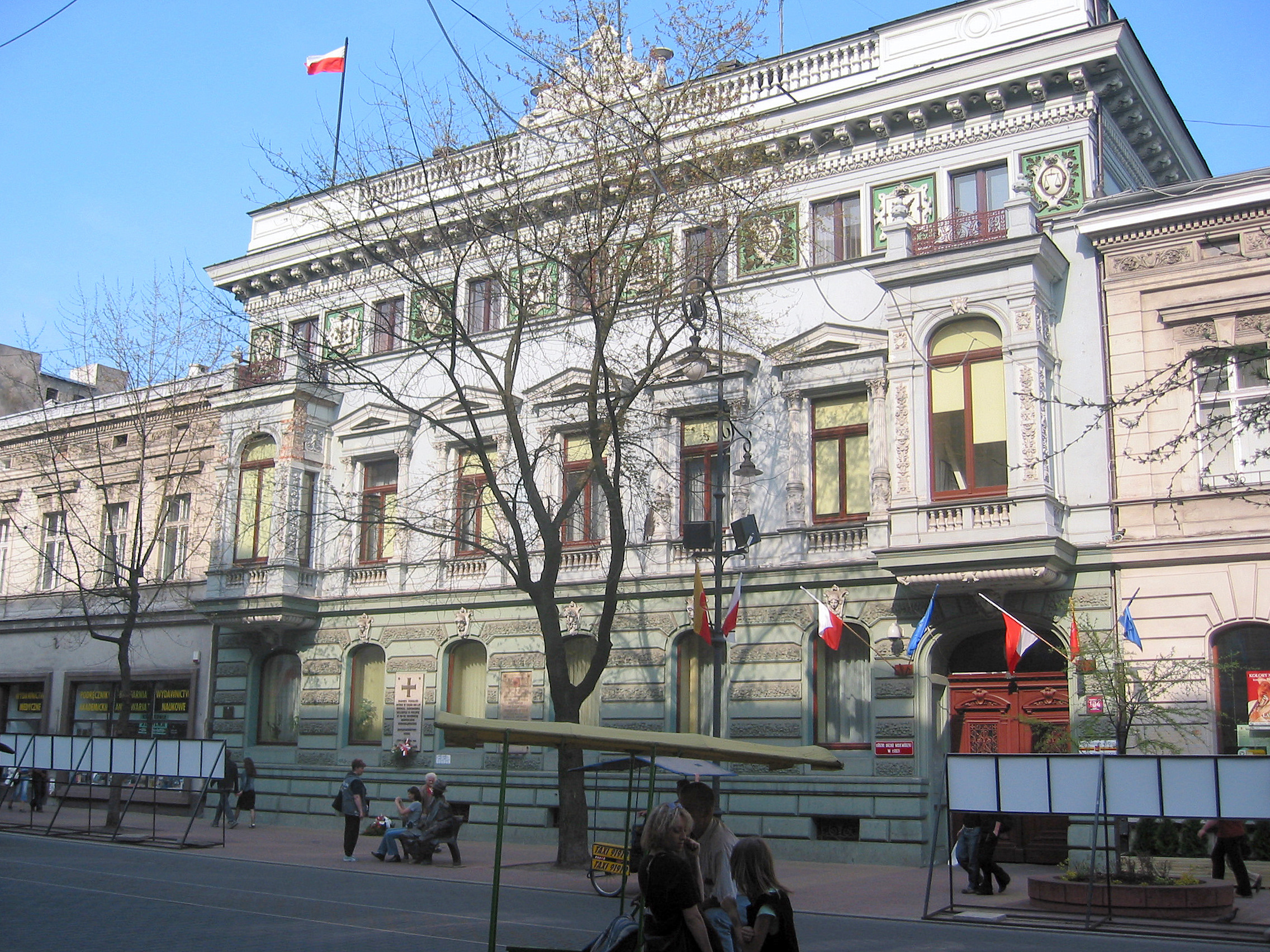
Дворец Гейнцеля на ул. Пётрковской, в настоящее время здание городской администрации

В 1861 году принимал участие в рабочих бунтах в Лодзи. Вскоре скопил свой капитал и в 1864 году на улице Пётрковской, 104 основал своё собственное механическую ткацкую фабрику для производства шерстяных изделий. В течение нескольких лет (уже около 1874 г.) он стал настоящим «шерстяным королём», имея в своём владении самый большой заводской комплекс во всём Царстве Польском, производящий шерстяные и полушерстяные изделия.

В 1879 году Юлиус Гейнцель вступил в партнёрство с Юлиушем Кунитцером, вместе с которым создал промышленный комплекс, включавший прядильную фабрику, ткацкий, отбеливающий, отделочный, красильный, полиграфический цеха, а также школу для детей и жильё для рабочих. Их совместное предприятие получило название «Widzewską Manufakturę». 14 июля 1889 года он получил разрешение на учреждение мануфактурного акционерного общества Юлиуса Гейнцеля. 

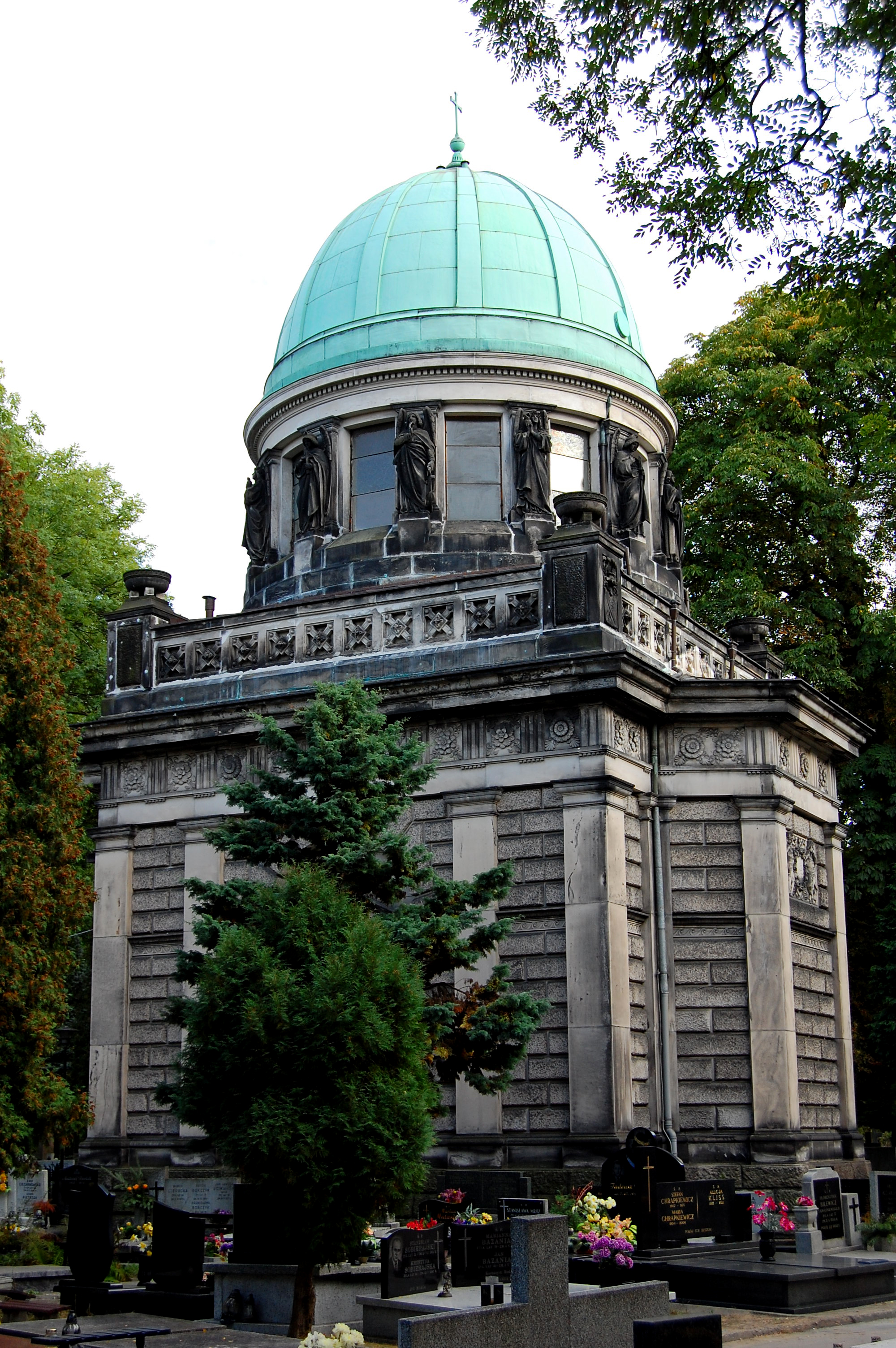
Часовня Гейнцеля на Старом кладбище в Лодзи, место погребения Юлиуса Гейнцля (сентябрь 2011)

В октябре 1884 года Юлиус Гейнцель был награждён орденом Святого Станислава II степени за «усердие, проявленное при строительстве церкви св. Александра Невского в Лодзи» на ул. Видзевской. В марте 1888 года он Гейнцель был удостоен ордена Святой Анны II степени.
В 1891 году Гейнцель приобрёл помещичьи земли и замок Гогенфельс в герцогстве Саксен-Кобург-Гот вместе с титулом барона. Подобный случай для Лодзи был беспрецедентным. В 1893 году Гейнцеля обвинили в незаконном использовании звания барона фон Гогенфельса. Судебное слушание состоялось 29 марта в окружном суде в Пётркуве-Трыбунальском. Со стороны обвинения выступил прокурор А. Хейнциг, со стороны защиты ― присяжный поверенный Андреевский из Санкт-Петербурга. Суд вынес оправдательный вердикт.

### Смерть и наследие
Юлиус Гейнцель умер 8 августа 1895 года в Кобурге. Его похороны состоялись в Лодзи с большой помпой 14 августа (работа на двух его фабриках была остановлена накануне и в день похорон). После себя он оставил три дворца: на улице Пётрковской, 104, на улице Окольна, 166 в Лагевниках (с конезаводом) и дворец в Юлиановом парке (названном его именем, ныне парк Адама Мицкевича). В последним дворце располагался генеральный штаб армии «Лодзь». Здание было разрушено во время бомбардировки в 1939 году.
После смерти Гейнцеля его имение, в том числе  последний дворец Гейнцеля ― место отдыха Юлиуса Гейнцеля и его жены Полины Фолькман, было передано Юлиусу Теодору Гейнцелю. Семья предпринимателя устроила огромную фамильную гробницу на Старом кладбище Лодзи. Сегодня у гробницы утроена кладбищенская часовня.
Внук предпринимателя, Юлиуш Роман, был награждён орденом Virtuti militari; попал в советский плен и был казнён в 1940 году в Харькове. 